# Adolf von Wagner

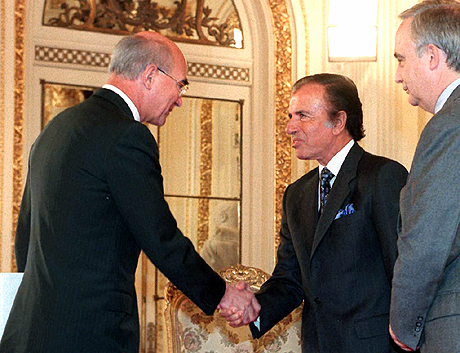
Adolf von Wagner (links) mit Carlos Menem (1997)

Adolf Ritter von Wagner, auch Adolph von Wagner (* 11. Mai 1935 in Frankfurt (Oder); † 12. Mai 2023) war deutscher Diplomat, der Botschafter in Argentinien war.

## Leben
Er wurde als einziges Kind des Offiziers und Gutsbesitzers Wilhelm Ritter von Wagner und Magdalene Lautenschlager, Tochter des Stuttgarter Oberbürgermeisters Karl Lautenschlager geboren. Nach dem Abitur 1954 am Gymnasium in Korntal studierte er Rechtswissenschaft, Neue Geschichte und Politische Wissenschaften in Tübingen, Lausanne (Schweiz) und Santiago de Compostela (Spanien). Seit seiner Studienzeit in Tübingen war Ritter von Wagner Mitglied der Studentenverbindung AV Virtembergia zu Tübingen. Sein erstes Juristisches Staatsexamen legte er 1958 in Tübingen ab. 1962 promovierte er in Politischen Wissenschaften und Neuer Geschichte und trat in den höheren Auswärtigen Dienst ein.
Vor der Laufbahnprüfung 1964 war er 1962/63 am Generalkonsulat in Marseille tätig, danach war er zunächst im Osteuropareferat und im Pressereferat des Auswärtigen Amts eingesetzt. Anschließend war er von 1966 bis 1970 in der Politischen Abteilung der Botschaft in Washington für Abrüstung und Rüstungskontrolle zuständig.
Von 1970 bis 1973 war er Pressereferent an der Botschaft in Santiago de Chile. Von 1973 bis 1977 war er im Auswärtigen Amt in Bonn für die friedliche Nutzung der Kernenergie und die internationale Weltraumzusammenarbeit tätig. Es folgte eine Verwendung in Wien bei den Verhandlungen über gegenseitige und ausgewogene Truppenreduzierungen (MBFR). Danach war er von 1980 bis 1983 in Bonn für die Verhandlungen über den INF-Vertrag zuständig. Von 1983 bis 1986 war er als Wissenschaftsreferent an der Botschaft in Moskau tätig. Von 1986 bis 1990 leitete er im Auswärtigen Amt in Bonn das Referat für die friedliche Nutzung der Kernenergie und die internationale Weltraumzusammenarbeit und war Leiter des Krisenstabs nach der Reaktorkatastrophe von Tschernobyl.
Von 1990 bis 1993 war er der Leiter der deutschen Delegation bei der Abrüstungskonferenz in Genf. 1992 leitete Adolf von Wagner mit großem Geschick und Engagement die Verhandlungen zur Chemiewaffenkonvention in Genf.
Von 1993 bis 1997 führte er die Unterabteilung für internationale Zusammenarbeit in Wissenschaft un Technologie im Auswärtigen Amt. Vom 10. bis 12. Oktober 1995 leitete von Wagner die zehnte Vollversammlung des Missile Technology Control Regime in Bonn und war in leitender Stellung im Außenministerium tätig.
Bis zu seinem Ruhestand leitete er von 1997 bis 2000 die Botschaft Buenos Aires.
Er ist Großoffizier des brasilianischen Ordens Kreuz des Südens und Träger des Großkreuzes des argentinischen Mai-Ordens.
Adolf Ritter von Wagner war verheiratet und hat drei erwachsene Söhne.